# 17 (XXXTentacion)
17 è il primo album in studio del rapper statunitense XXXTentacion, pubblicato il 25 agosto 2017 dalle etichette Bad Vibes Forever ed Empire Distribution.
Il disco rappresenta un rovesciamento totale del personaggio stravagante ed enigmatico mostrato a pubblico e critica musicale tramite il precedente Revenge, un concept album costruito interamente su riflessioni rimandanti il suicidio, angoscia, paranoia, depressione e al dolore di vivere esistenze complesse di dubbia validità; l'origine di tali condizioni viene sempre ricondotta all'amore, definito dallo stesso XXXTentacion come una passione «patologica ed oppressiva». L'artista decide quindi di spogliarsi delle sonorità del passato che lo avevano ridotto alla stigmatizzata figura del rapper tradizionale, cimentandosi in numerose sperimentazioni di vari generi musicali come l'alternative rock, l'hip-hop, l'emo, l'indie rock rigorosamente sporcati dal marchio lo-fi che si mescolano a lamenti di sottofondo, voci secondarie, urla e tic ripetitivi che fungono da radiazione di suono per tutta la durata dell'album, di appena 22 minuti.
17 ebbe grande risonanza mediatica al momento della pubblicazione, separando profondamente l'opinione pubblica fra giudizi positivi e critiche contrastanti, mentre a livello commerciale ha riscontrato un buon successo di vendite in Europa e negli Stati Uniti d'America, dove ha raggiunto la seconda posizione della Billboard 200.

## Antefatti
Contestualmente, 17 fu concepito nel periodo di tempo in cui Jahseh Onfroy stava scontando nel carcere della Contea di Broward, Florida meridionale la pena prevista dalla condanna inflittagli per le accuse di sequestro di persona, aggressione e violenza domestica ai danni della compagna Geneva Ayala, all'epoca incinta, nonché di corruzione dei testimoni presenti al processo. Nel febbraio del 2017 Onfroy firmò un contratto discografico con la Empire Distribution, accordo strettamente professionale con il solo intento di gestire le vendite del suo nuovo album in studio; l'annuncio ufficiale fu dato il 2 marzo seguente, insieme alla data di uscita di Bad Vibes prevista per l'estate dello stesso anno.
Durante un'intervista concessa in prigione al settimanale XXL, l'artista annunciò 17 e i mixtape I Need Jesus e Members Only, Vol. 3 dichiarando:
I mesi successivi al rilascio di XXXTentacion furono contraddistinti da un'incessante attività del rapper sui social network, in particolare sulla piattaforma musicale SoundCloud e sui servizi di condivisione Snapchat, Periscope, Instagram e Twitter; sul primo fu resa pubblica la data prevista per l'uscita di 17, ovvero il 25 agosto 2017. Il 6 agosto fu pubblicato un video su YouTube in cui venivano fatte ascoltare le anteprime dei brani dell'album in via di pubblicazione: tali brani furono riprodotti sul laptop Apple di Onfroy, con un totale di otto canzoni (Jocelyn Flores, Depression & Obsession, Revenge, Save Me, Dead Inside, Fuck Love, Orlando, Ayala).
Il 22 agosto dello stesso mese, l'artista rese disponibile la copertina dell'album e la track-list aggiornata, con l'inserimento di due nuovi pezzi, ovvero Everybody Dies in Their Nightmares e Carry On; due giorni dopo sul profilo SoundCloud ufficiale di XXXTentacion apparve il brano Fuck Love, unico brano dell'album con un featuring con l'artista rap Trippie Red, nonché unica ad essere pubblicata su SoundCloud, per il fatto che, in assenza del copyright, le canzoni potrebbero essere facilmente rubate.

## Concetto
La poetica dell'opera consiste fondamentalmente nell'aiutare coloro che necessitano di purificare la loro anima dall'apparente indelebilità della depressione, fuggendo insieme a Jahseh dalla realtà struggente che attanaglia le loro vite. 17 si sviluppa inoltre come tributo alla figura di Jocelyn Flores, recente amicizia di Onfroy suicidatasi a causa di tale patologia in una stanza d'hotel che condivideva con il rapper di Plantation.
I temi dei testi delle canzoni includono il dolore, la paura, la malinconia, il rimpianto e il deterioramento mentale, tinte emozionali ritratte mediante allegorie ed introduzioni concettuali annesse come le responsabili della divisione psicologica della mente di Onfroy, combattuto fra il desiderio di togliersi la vita per cancellare la sua sofferenza e la speranza nella ricerca di un'entità che possa salvarlo.
Le undici tracce musicali dell'album si impongono dunque l'obiettivo di analizzare in modo delicato ma non necessariamente superficiale le fragilità umane e il conseguente tracollo logico. L'album si apre con una breve traccia intitolata The Explanation («la spiegazione»), costituita da una semplice registrazione a Shure SM58 delle parole di XXXTentacion, in cui l'artista intende comunicare all'ascoltatore il significato etico-filosofico dell'opera e proporre al suo pubblico un viaggio spirituale ed astratto all'interno della sua mente corrotta. Con il brano Jocelyn Flores ci si riallaccia ai traumi psicologici patiti durante l'esperienza di vita e del loro effetto devastante sulla facoltà ragionativa umana, portandola alla morte; il rapper rimanda alla reincarnazione dello spirito dell'amica Jocelyn Flores e del suo tragico suicidio, col fine di instaurare un legame ultra-terreno con l'anima della ragazza — «So che sei da qualche parte» —. Spostandosi in un'atmosfera meno cupa si passa ai riff di chitarra acustica della canzone Depression & Osession, che esplora più profondamente gli stadi di depressione ed ossessione, intesi come due sensazioni esistenti in un sistema binario e impossibili da saldare — «Depressione e ossessione non si mescolano bene, sono avvelenato e il mio corpo non sta bene» —, con i riferimenti alla sfera privata rivolti a Geneva Ayala, ex-fidanzata di Onfroy, secondo lui causa della sua instabilità mentale. Everybody Dies in Their Nightmares è riferito alle tendenze autodistruttive di chi è affetto dalla depressione, concetto ampiamente espresso dalla voce in sottofondo, che metaforicamente esorta la vittima a stare sveglia e non abbandonarsi al sonno (inteso come la trappola della morte), enunciando il suicidio come un mezzo inopportuno per fuggire dal dolore. Sebbene l'ossatura dell'album fosse edificata su fattori psicologici e dilemmi scaturiti sostanzialmente da essa, Revenge si presenta come un urlo di rabbia lanciato da XXXTentacion, che con grande veemenza accusa la società di averlo plasmato negativamente come uomo vendicativo in risposta a tutti i torti commessi dagli esseri umani nei suoi confronti, come furti e uccisioni; nel trattare l'argomento, tuttavia, Onfroy riconosce il carattere suicida di essa, facendo riferimento alla concezione confuciana della vendetta.
La genesi della rabbia presente nelle tracce antecedenti trova la sua evoluzione in Save Me, una richiesta d'aiuto da parte dell'artista che desidera esplicitamente di essere strappato dal contesto sociale in cui è stato inserito, in cui non mancano richiami alla cultura musicale, soprattutto ai Pink Floyd, autori dell'album The Dark Side of the Moon e della canzone Comfortably Numb. Situazione nei confronti della quale tuttavia, mediante Dead Inside (Interlude) Onfroy dimostra passività nel suo atteggiamento, modellato dai problemi legali, familiari e personali, mentre in Fuck Love, scritta e prodotta in collaborazione con Trippie Redd, racconta del suo travagliato rapporto d'amore con l'ex-fidanzata Geneva Ayala, invocata a gran voce nella successiva Carry On nella quale l'artista la indica come unico fragente del suo passato che vorrebbe portarsi con sé. 17 prosegue con Orlando, sinonimo della morte nella più completa solitudine, e termina sulle note di Ayala, raggruppante tutti i fatti conseguiti dalla detenzione in carcere di Jahseh Onfroy.

## Accoglienza
| Recensione        | Giudizio |
| ----------------- | -------- |
| Album of the Year | 57/100   |
| Control Forever   |          |
| Salute Magazine   |          |
| The Ratings Game  |          |
| Pitchfork         | 6,5/10   |

17 ha ricevuto critiche miste da parte della critica specializzata. L'aggregatore di recensioni Album of the Year ha dato al disco un punteggio di 57 su 100, basato su quattro recensioni.
La critica musicale Meaghan Garvey, in un articolo sulla webzine Pitchfork, definisce il progetto di Onfroy quasi «catartico», elogiando anche il tentativo ben riuscito da parte del rapper di creare, anche e soprattutto grazie alla traccia d'apertura, un'atmosfera lugubre, misteriosa, oscura e tetra, in cui l'artista cerca anche di instaurare un rapporto con l'ascoltatore, in un dialogo che sembra essere registrato in una camera da letto. Allo stesso tempo, la giornalista definisce «melense» tracce come Revenge, Carry On e, in misura minore, Ayala (Outro), criticando la scelta di XXXTentacion di dedicare fin troppe canzoni alla sua ex-fidanzata Geneva Ayala. Andrew Matson di Mass Appeal descrive il progetto come «musicalmente eccellente, moralmente problematico»; Eric Skelton di Pigeons & Planes, un blog di Complex, ha definito «progressiva» e «provocatoria» la composizione del disco. Mitch Findlay di HotNewHipHop lo etichetta come «diverso dal solito album hip hop», evidenziandone l'estetica lo-fi, la sperimentazione con gli arrangiamenti di chitarra e la voce del rapper. Andre Gee del sito Uproxx ha apprezzato la sperimentazione di generi, i testi e la narrazione presente in 17, pur criticandone la sua breve durata e l'incapacità di rappresentare appieno ciò che XXXTentacion voleva trasmettere.
Hiram, scrivendo per Control Forever, critica negativamente il progetto di Onfroy, pur definendolo un artista particolarmente «versatile». I punti su cui si focalizza l'articolo sono la scarsa durata dei brani («La traccia Dead Inside è ritenuta un interludio; eppure, l'intero album sembra quasi una raccolta di interludi») e i testi, considerati il risultato di una miscela fra immaturità artistica ed emotiva.

## Successo commerciale
Pubblicato nello stesso giorno della pubblicazione dell'album di Lil Uzi Vert Luv Is Rage 2 e poco prima dell'uscita del singolo Look What You Made Me Do di Taylor Swift, l'album di XXXTentacion raggiunge i primi posti delle principali classifiche internazionali, tra cui quella di iTunes e della Billboard 200, vendendo 87 000 copie al solo primo giorno.

## Tracce
1. The Explanation – 0:50 (testo: Jahseh Onfroy – musica: Jahseh Onfroy)
2. Jocelyn Flores – 1:59 (testo: Jahseh Onfroy, Ciara Simms – musica: Potsu)
3. Depression & Obsession – 2:24 (testo: Jahseh Onfroy – musica: Jahseh Onfroy)
4. Everybody Dies in Their Nightmares – 1:35 (testo: Jahseh Onfroy, Ciara Simms – musica: Potsu)
5. Revenge – 2:00 (testo: Jahseh Onfroy – musica: Jahseh Onfroy)
6. Save Me – 2:43 (testo: Jahseh Onfroy, JB, Sy Brockington, Dion Davenport, Frederick Davenport, Billy Garcia, Joseph Gardner, Christopher Gibbs, Jovan Peterson, Mandell Strawter – musica: Natra Average, Dub tha Prodigy)
7. Dead Inside (Interlude) – 1:26 (testo: Jahseh Onfroy, Brockington, Christopher Gibbs, Jovan Peterson, Mandell Strawter – musica: Jahseh Onfroy, Natra Average)
8. Fuck Love (feat. Trippie Redd) – 2:26 (testo: Jahseh Onfroy, Nick Mira, Danny Snodgrass, Jr., Dexter Randell, Michael White IV – musica: Mira, Taz Taylor, Dex Duncan)
9. Carry On – 2:10 (testo: Jahseh Onfroy, Ciara Simms – musica: Potsu)
10. Orlando – 2:43 (testo: Jahseh Onfroy, Tobias Jesso Jr. – musica: Tobias Jesso Jr.)
11. Ayala (Outro) – 1:39 (testo: Jahseh Onfroy, John Cunningham , Tobias Jesso Jr. – musica: Jahseh Onfroy, John Cunningham , Tobias Jesso Jr.)

## Formazione
Musicisti
- XXXTentacion – voce, testi, produzione
- Shiloh Dynasty – voce, testi
- Trippie Redd – voce, testi
- Tobias Jesso, Jr. – produzione, pianoforte
- Natra Avarage – produzione, pianoforte

Produzione
- John Cunningham – produzione
- Dex Duncan – produzione
- Dub tha Prodigy – produzione
- Natra Avarage – produzione
- Nick Mira – produzione
- Potsu – produzione
- Taz Taylor – produzione
- Koen Heldens – missaggio, mastering
- Jon FX – missaggio

## Classifiche

### Classifiche settimanali
| Classifica (2017-24) | Posizione massima |
| -------------------- | ----------------- |
| Australia            | 29                |
| Austria              | 21                |
| Belgio (Fiandre)     | 9                 |
| Belgio (Vallonia)    | 16                |
| Canada               | 2                 |
| Danimarca            | 2                 |
| Finlandia            | 4                 |
| Francia              | 33                |
| Italia               | 3                 |
| Lettonia             | 1                 |
| Nuova Zelanda        | 2                 |
| Norvegia             | 1                 |
| Paesi Bassi          | 4                 |
| Polonia              | 87                |
| Regno Unito          | 12                |
| Repubblica Ceca      | 13                |
| Stati Uniti          | 2                 |
| Svezia               | 2                 |
| Svizzera             | 26                |

### Classifiche di fine anno
| Classifica (2017) | Posizione |
| ----------------- | --------- |
| Islanda           | 16        |
| Italia            | 91        |
| Stati Uniti       | 80        |
| Classifica (2018) | Posizione |
| Islanda           | 7         |
| Classifica (2019) | Posizione |
| Estonia           | 7         |
| Islanda           | 29        |
| Classifica (2020) | Posizione |
| Belgio (Fiandre)  | 65        |
| Belgio (Vallonia) | 174       |
| Danimarca         | 57        |
| Islanda           | 31        |
| Norvegia          | 21        |
| Paesi Bassi       | 53        |
| Svezia            | 35        |
| Classifica (2021) | Posizione |
| Belgio (Fiandre)  | 77        |
| Belgio (Vallonia) | 166       |
| Danimarca         | 69        |
| Islanda           | 50        |
| Paesi Bassi       | 74        |
| Stati Uniti       | 160       |
| Svezia            | 54        |
| Classifica (2022) | Posizione |
| Belgio (Fiandre)  | 74        |
| Belgio (Vallonia) | 161       |
| Danimarca         | 77        |
| Islanda           | 52        |
| Lituania          | 20        |
| Paesi Bassi       | 79        |
| Svezia            | 69        |
| Classifica (2023) | Posizione |
| Islanda           | 100       |
| Classifica (2024) | Posizione |
| Ungheria          | 81        |

### Classifiche di fine decennio
| Classifica (2010-19) | Posizione |
| -------------------- | --------- |
| Paesi Bassi          | 75        |